# Ivo de Vento
Ivo de Vento (* um 1544 in Antwerpen; † 3. September 1575 in München) war ein franko-flämischer Komponist, Organist und Kapellmeister der späten Renaissance.

## Leben und Wirken
Im Zuge der Anwerbung junger Sänger aus den Spanischen Niederlanden, vielleicht durch Orlando di Lasso, kam Ivo de Vento im September 1556 oder etwas später an den herzoglich-bayerischen Hof von Albrecht V. nach München. Dies ergibt sich aus Zahlungen des bayerischen Hofzahlamts an Ivos Vater in Antwerpen. Ivo wirkte zunächst bis September 1559 als Sängerknabe unter dem Hofkapellmeister Ludwig Daser. Nach Eintritt des Stimmbruchs wurde er wegen seiner Begabung nicht entlassen, sondern bekam ein Stipendium für ein Studium in Italien. So kam es zu einem Aufenthalt in Venedig bis 1563, wo seine Lehrer wahrscheinlich Claudio Merulo, der Organist am Markusdom, und Annibale Padovano gewesen sind. Ivo de Vento kehrte als Organist an den Münchner Hof zurück. Der italienische Einfluss auf seine Musik ergibt sich beispielsweise aus der sechsstimmigen Battaglia, die in einem venezianischen Sammelband von 1564 erschienen ist. In München stand die Hofkapelle inzwischen unter Leitung von Orlando di Lasso, und Vento erhielt im Zuge der Erweiterung der Kapelle zwei gleichberechtigte italienische Kollegen im Organistenamt. Er wurde nach seiner Rückkehr auch unter die namhaften Komponisten bei Hofe aufgenommen, was sich aus seinen Beiträgen zu einem Chorbuch mit sechsstimmigen Messen (1564/65) ergibt; auch in der Sammlung von Madrigalen von 1569 und dem Nachfolgeband von 1575 sind Werke von ihm enthalten.
Im Sommer 1568, nach seiner Heirat mit Renata von Lothringen, verlegte Kronprinz Wilhelm seine Residenz nach Landshut; er richtete dort eine Filiale der Kapelle ein und machte Vento zum Kapellmeister. Diese Stellung wurde schon ein Jahr später von Antonius Gosswin übernommen; die Gründe dafür sind nicht bekannt. Vento fungierte weiterhin als Organist, und die Kapellknaben, unter ihnen Leonhard Lechner, blieben unter seiner Leitung. Ab Anfang 1570 wirkte er wieder als Organist am Münchner Hof, Monate vor der Auflösung der Landshuter Kapelle. Wenn es auch aus dem Briefwechsel von Orlando di Lasso nicht hervorgeht, könnte Ivo de Vento bei ihm studiert haben, denn seine Messen, die in Manuskript-Kopien aus den 1560er und 1570er Jahren überliefert sind, zeigen diesen Einfluss, und eine gewisse Anzahl von Motetten seiner fünfstimmigen Latinae cantiones (1570) sind über Texte komponiert, die schon Lasso vertont hat. Stilistisch lehnte er sich jedoch nicht sehr an Lasso an. In den Jahren nach 1569 zeigte der Komponist eine ungewöhnliche Produktivität; es erschienen bei dem Münchner Verleger Adam Berg elf musikalische Sammeldrucke, davon vier Bände mit Motetten, sechs mit deutschen Liedern und ein Viersprachendruck, letzterer in Anlehnung an eine vergleichbare Veröffentlichung Lassos. Ivo de Vento starb in München, kaum 31 Jahre alt, im September 1575; er hinterließ seine Ehefrau und mindestens einen Sohn, Ferdinand de Venndo. Dieser wirkte zunächst am Münchner Hof, ab 1599 als Trompeter bei Erzherzog Ferdinand in Graz und schließlich bis zu seinem Tod 1623 im Dienst von Kaiser Ferdinand II.

## Bedeutung
Das Hauptgewicht des Schaffens von Ivo de Vento lag auf der Motette (75 Kompositionen) und dem deutschen Lied (109 Kompositionen); darüber hinaus gibt es von ihm noch 4 Messen, weitere geistliche Werke und einige andere weltliche Kompositionen. Ventos Parodiemessen benutzen Motetten und Chansons von Orlando di Lasso als Vorlage oder Vorlagen Lassos. Bei den Motetten übernimmt er nicht die Art der Textdeklamation, die rhetorischen Motive und die metrische, satztechnische oder klangliche Kontrastbildung Lassos, sondern er schreibt einen vom gregorianischen Choral inspirierten Satz, der vom linearen Kontrapunkt ausgeht. Typisch sind hier ausgeglichene Bewegungen in kleinen Schritten und Intervallen mit längeren Phrasen und melismatischen Passagen. Größere Tonleitergänge erweitern den Stimmumfang der Einzelstimmen, der Satz ist imitativ, aber von lockerer Dichte, dramatische Konstellationen werden zugunsten eines fließenden Verlaufs vermieden und die klassische Vierstimmigkeit wird bevorzugt. Konstruktive Techniken wie Cantus firmus, Kanon, Ostinato oder Sequenz kommen kaum vor. Die Texte sind zu einem Drittel aus dem Alten Testament (fast nur Psalmen), zu einem Drittel aus dem Neuen Testament (vorzugsweise aus den Evangelien), oder sind freie Gebrauchsdichtungen aus der Gegenreformation; gering ist die Anzahl der Marienmotetten.
In seinem Liedschaffen war Ivo de Vento in seiner Textauswahl deutlich konservativ und bevorzugte Texte aus dem frühen 16. Jahrhundert, weit mehr als die neuere italienische Dichtkunst seiner Zeit. Er ging auch mehr vom pythagoräischen Prinzip der reinen Musik aus als von madrigalähnlichen Formen. Seine Lieder sind auf diese Weise weniger individuell gestaltet als die von Lasso. Neben der etablierten Fünfstimmigkeit nach Lasso gibt es bei Vento auch vier- und dreistimmige Lieder, aber auch solche zu sechs bis acht Stimmen. Hier hat er auch moderne Tendenzen der dreistimmigen Villanella umgesetzt, zwei Jahre vor Jakob Regnart, ebenso wie mehrchörige Lieder in Dialogform nach dem Vorbild von Christian Hollander. Zahlreiche kontrastarme Lieder zeigen eine weiche, melismenreiche Linienführung und ein imitatives Satzgeflecht mit vielen phrygischen und plagalen Kadenzen. Insgesamt hat Ivo de Vento ein sehr vielgestaltiges deutschsprachiges Liedgut für die verschiedensten Gelegenheiten, für die unterschiedlichsten Besetzungen und ästhetischen Richtungen hinterlassen. Seine Lieder haben einen erheblichen Einfluss auf Leonhard Lechner und Hans Leo Hassler ausgeübt.

## Werke
Gesamtausgabe: Ivo de Vento. Sämtliche Werke, 5 Bände, Wiesbaden 1998 und folgende; Band 1 und 2: Motetten, herausgegeben von August de Groote 1998; Band 3 und 4: Deutsche Lieder, herausgegeben von Nicole Schwindt 2002 und 2003; Band 5: Viersprachendruck und sonstige Einzelwerke, herausgegeben von August de Groote 2004.
- Messen
  - Missa „Ad placitum“ zu vier Stimmen
  - Missa „Jesu nostra redemptio“ zu sechs Stimmen, 1565
  - Missa „Je ne veulx riens“ zu vier bis fünf Stimmen, um 1565–1570
  - Missa „Surrexit pastor bonus“ zu fünf Stimmen, 1572, teilweise auch Orlando di Lasso zugeschrieben
- Motetten und andere geistliche Werke
  - „Latinae cantiones, quas vulgo motteta vocant, quatuor vocum, suavissima melodia, etiam instrumentis musicis attemperatae“, 1569
  - „Latinae cantiones, quas vulgo motteta vocant, quinque vocum, suavissima melodia, etiam instrumentis musicis attemperatae“, 1570, daraus „Tribularer si nescirem“ als Separatdruck 1580
  - „Liber motettorum quatuor vocum“, 1571
  - „Mutetae aliquot sacrae quatuor vocum, quae cum vivae voci, tum omnis generis instrumentis musicis commodissime applicare possunt“, 1574
  - „Quinque mutetae […] quarum prior moteta novem […] reliquot vero omnes quinque sunt vocum“, 1575
  - „Grates nunc omnes“ zu fünf Stimmen
  - „Letania“ zu vier Stimmen
  - Te Deum zu vier Stimmen
- Lieder
  - „Newe Teutsche Liedlein mit Fünff stimmen welche gantz lieblich zu singen und auff allerley Instrumenten zu gebrauchen“, 1569, 1571, 1582
  - „Newe Teutsche Lieder mit viern fünff und sechs stimmen wölche gantz lieblich zu singen und auff allerley Instrumenten zu gebrauchen“, 1570
  - „Newe Teutsche Lieder Mit vier stimmen sampt zwayen Dialogen deren ayner mit achten der ander mit sibnen gantz lieblich zu singen und auff allerley Instrumenten zu gebrauchen“, 1571, 1577
  - „Newe Teutsche Lieder Mit dreyen stimmen wölche lieblich zu singen und auff allerley Instrumenten zu gebrauchen“, 1572, 1577, 1583, 1591; Nachdruck einzelner Lieder hieraus in Allerley Kurtzweilige Teutsche Liedlein, Nürnberg 1614
  - „Schöne außerlesene newe Teutsche Lieder mit 4 stimmen wölche nit allein lieblich zu singen sonder auch auf allerley Instrumenten zu gebrauchen seind“, 1572
  - „Teutsche Lieder mit fünff stimmen sampt einem Dialogo mit achten nit allein lieblich zu singen sonder auch allerhand Instrumenten wol und artlich zu gebrauchen“, 1573
  - „Quinque motetae […] et quatuor Germanicae: quarum […] posteriores duae Germanicae cantiones octo, reliquot vero omnes quinque sunt vocum“, 1575
- Madrigale, Chansons und Villanellen
  - 2 Madrigale und 2 Chansons in dem Sammelband „Quinque motetae“, 1575
  - Einzelne Madrigale und Villanellen in 8 Handschriften
- Unechtes Werk (Fehlzuschreibung)
  - „Frewe dich des weibes deiner Jugendt“ zu fünf Stimmen (nicht von Ivo de Vento)